# Ruta 720 (Costa Rica)
La Ruta 720, oficialmente Ruta Nacional Terciaria 720, es una ruta nacional de Costa Rica ubicada en la provincia de Alajuela.

## Descripción
En la provincia de Alajuela, la ruta atraviesa el cantón de Atenas (el distrito de Concepción).